# روتان سولیتایر
روتان سولیتایر (به انگلیسی: Rutan Solitaire) یک هواگرد ساختِ کارخانهٔ سکیلد کامپوزیتس در کشور ایالات متحده آمریکا است.